# Poche de Falaise
Vous lisez un « article de qualité » labellisé en 2007.
Seconde Guerre mondiale
Bataille de Normandie
Batailles
Opérations de débarquement (Neptune)
- Tonga (Deadstick, Batterie de Merville)
- Albany (Chicago, Manoir de Brécourt)
- Boston (Detroit)
- Utah Beach
- Omaha Beach (Pointe du Hoc)
- Gold Beach
- Juno Beach
- Sword Beach

Secteur anglo-canadien
- Caen
- Authie
- Perch (Villers-Bocage)
- Putot
- Bretteville-l'Orgueilleuse
- Norrey
- Mesnil-Patry
- Martlet
- Epsom
- Windsor
- Charnwood
- Jupiter
- Atlantic
- Goodwood
- Crête de Verrières
- Spring
- Bluecoat
- Totalize
- Tractable

Secteur américain
- Carentan
- Cotentin
- Cherbourg (Bombardement)
- Bataille des Haies (Elle, Saint-Lô, La Haye-du-Puits)
- Cobra
- Mortain

Fin de la bataille de Normandie et libération de l'Ouest
- Rennes
- Saint-Malo
- Brest
- Poche de Falaise
- Chambois
- Paris

Mémoire et commémorations
- Cimetières militaires de la bataille de Normandie
- Commémorations du 70e anniversaire
- Projet UNESCO de classement des plages

La poche de Falaise-Chambois ou encore poche de Falaise-Argentan pour les Anglo-Saxons, fut le théâtre de la dernière opération de la bataille de Normandie pendant la Seconde Guerre mondiale. Cette opération se déroula du 12 au 21 août 1944 dans une zone située entre les quatre villes normandes de Trun, Argentan, Vimoutiers et Chambois pour s'achever près de Falaise.
La bataille de la poche de Falaise est une victoire stratégique pour les Alliés. Confinés en Normandie pendant deux mois, ils projettent enfin leurs forces vers la Seine, Paris et le nord de la France.
Cependant, ils manquent de peu l'encerclement complet de deux armées allemandes avec leurs dizaines de divisions : celles-ci peuvent replier une bonne moitié de leur effectif avec leur encadrement, en abandonnant leur matériel lourd. En cela, la victoire est peu concluante et a occasionné une controverse entre Américains et Britanniques qui perdure de nos jours.

## Contexte

### Situation militaire
Après le débarquement de Normandie du 6 juin 1944, la guerre s'enlise côté américain devant Saint-Lô dans la bataille des haies, et côté Anglo-Canadien dans la bataille de Caen ; la progression est difficile vers Falaise.

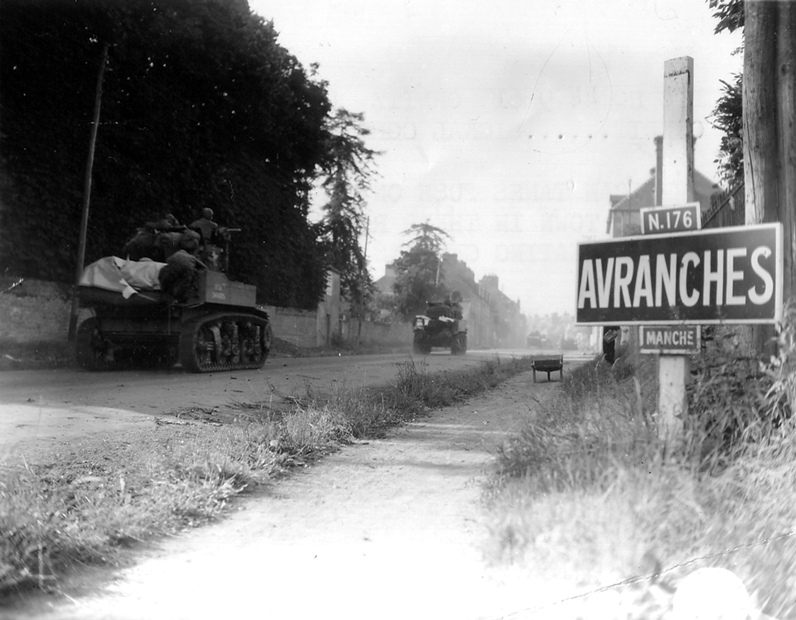
Unités de la 3e armée américaine du général Patton en route vers la Bretagne.

Le général Bernard Montgomery se bat avec une armée anglo-canadienne à coup d'opérations limitées et violentes. Faisant face à la majorité des moyens blindés de la Wehrmacht, sur un terrain (de bocages normands) défavorable à l'offensive motorisée, la progression britannique est lente et coûteuse.
L'opération Cobra du 25 juillet 1944, coup de tonnerre planifié par le général Omar Bradley, libère soudainement toute la 3e armée du général Patton après cinquante jours de petites avancées.
Le 1er août 1944, la percée d'Avranches permet le jaillissement des divisions américaines vers la Bretagne, seconde étape du plan Overlord.
Il devient vite évident que, devant la faiblesse de la 7e armée allemande, une occasion unique se présente d'asséner un coup massif à la Wehrmacht. Une réunion entre Bradley et Montgomery, le 2 août 1944, parvient à la conclusion qu'un seul corps d'armée américain, avec le concours de la Résistance française, serait suffisant pour nettoyer la Bretagne. D'autre part, on décide que le général Patton devrait s'assurer les passages de la Loire au sud, « et se tenir prêt à se lancer vers l'est (Paris) avec de puissantes forces blindées et motorisées ».
Contre toute logique militaire, plutôt que de se replier en ordre sur les coupures fluviales après la percée américaine, Adolf Hitler imagine une offensive sur Mortain. En décidant cela, il pousse en effet l'armée allemande vers la destruction. Le Führer a pris personnellement en charge les opérations militaires à l'Ouest depuis l'attentat du 20 juillet 1944, car il a perdu toute confiance dans les militaires de ses états-majors. Il n'écoute plus aucun avis, ni aucune mise en garde. C'est donc un plan complet de la main d'Hitler qui est adressé au maréchal von Kluge. La contre-attaque de Mortain, lancée le 7 août 1944, est un échec cuisant pour les Allemands, qui laissent une partie de leurs forces très dangereusement en pointe.

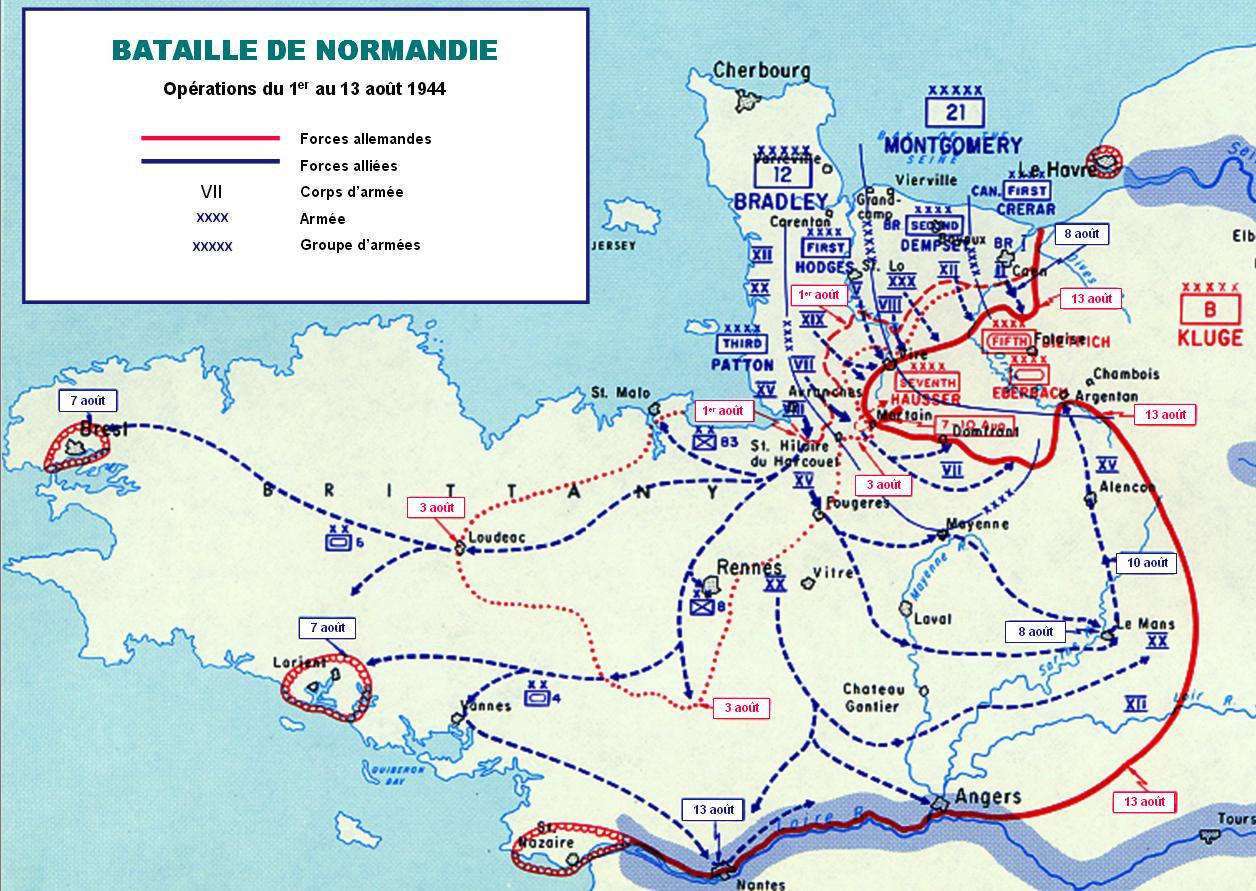
Carte des opérations du 1er au 13 août 1944.

### Relations et réorganisations alliées
Cette fin de bataille de Normandie se déroule sous fortes tensions entre Alliés britanniques et américains, voire entre Anglais et Canadiens. Les opérations se prolongent depuis beaucoup trop longtemps sans vraie victoire stratégique. Au plus haut niveau politique, les interrogations sont multiples. Des conflits larvés se font jour et gangrènent la confiance mutuelle qui avait prévalu jusqu'ici. Par ailleurs, le nombre de divisions placées sous l'autorité de la 1re armée américaine allant croissant, la situation commence à être difficilement gérable pour le général Bradley.
Aussi, le général Dwight D. Eisenhower, commandant en chef du théâtre d'opérations Europe (ETO) profite-t-il de la victoire américaine d'Avranches pour réorganiser le commandement allié.
Jusqu'alors, l'ensemble des opérations terrestres avait été pris en main par le général Bernard Montgomery, chef du 21e groupe d'armées. Eisenhower crée le 12e groupe d'armées et met à sa tête le général Omar Bradley, jusqu'ici chef de la 1re armée américaine. Courtney Hodges est nommé commandant de la 1re armée américaine. Montgomery reste commandant en chef des forces terrestres, mais le général Eisenhower s'apprête à prendre sa place, afin d'être en position d'arbitre des deux commandants de groupe d'armées. Enfin, le débarquement de la 4e division blindée canadienne permet aux Canadiens de gagner leur autonomie par la création d'une armée forte de deux corps d'armée, dont un canadien à deux divisions blindées et deux divisions d'infanterie.

### Situation du haut commandement allemand
Le contexte est marqué par la confusion issue des complexités d'organisation de la Wehrmacht.
Le maréchal von Kluge est un fidèle d'Hitler.
À ce moment de la bataille, il combine les rôles de commandant du Groupe d'armées B (Heeresgruppe B) et de commandant en chef des forces armées à l'Ouest (Oberbefehlshaber West). Soupçonné d'être impliqué dans le complot du 20 juillet contre Hitler, il agit avec un zèle extrême et fait tout pour s'affranchir des soupçons du Führer. Aussi, tous les ordres qu'il reçoit sont-ils traités à la lettre, sans aucune forme d'interprétation, aboutissant finalement aux pires catastrophes. Pendant la journée du 15 août 1944, à l'occasion d'une inspection dans la poche, à la suite d'une attaque aérienne sur son petit convoi d'accompagnement et la destruction du véhicule de communication, il disparaît sans donner de nouvelles, réapparaissant au QG du général Eberbach à la nuit tombée ; il a fallu 16 heures au convoi pour parcourir 80 km. Les soupçons de trahison sans aucun fondement, pèsent de plus en plus sur le Feldmarschall, finalement révoqué le soir du 17 août par Hitler. Walter Model, le pompier de service, en provenance du Front de l'Est, le remplace au pied levé dès le 18 août 1944, au pire moment de la bataille. Von Kluge est convoqué à Berlin pour s'expliquer, destination qu'il n'atteindra jamais, car, au cours du trajet, peu avant Verdun, il se suicide au cyanure, le 19 août 1944, laissant une lettre assez prophétique adressée à Hitler.
Autre personnage, le général Heinrich Eberbach commande la 5e armée blindée (Panzergruppe West). Il fait face aux Anglo-Canadiens, qui pressent pour capturer Falaise. En opposition aux ordres reçus, il refuse de libérer trois divisions de panzers pour la contre-attaque de Mortain, considérant comme imminente l'attaque contre ses propres positions. Dès avant la fin de la contre-attaque allemande sur Avranches, l'opération Totalize démarre face à ses troupes, lui donnant raison après coup. Cependant, ce refus d'obtempérer l'amène à la disgrâce aux yeux d'Hitler, qui le relègue au commandement d'un corps d'armée blindé (Panzergruppe Eberbach). L'Oberstgruppenfuhrer SS Sepp Dietrich le remplace à la tête de la 5e armée blindée. Le général SS Paul Hausser commande de son côté la 7e armée allemande avec le grade d’Oberstgruppenführer, général d'armée. Premier général de la Waffen-SS à commander une armée, il est peu apprécié par le haut commandement du fait de sa dernière promotion, trop rapide selon certains. Son armée est vaporisée par l'opération Cobra, qui le laisse avec des restes de divisions à gérer. En résumé, le commandement en chef est donc confié à un fidèle d'Hitler en plein milieu de la bataille, le Generalfeldmarschall Model, et les deux armées sous son autorité, à deux généraux de la Waffen-SS, signe clair de la défiance d'Hitler envers la Wehrmacht.

## Forces en présence
Les Alliés sont organisés en deux grandes forces, l'une anglo-canadienne et l'autre américaine.
Les Allemands, après leur échec de Mortain, ont des forces très affaiblies, mais encore combatives.

### Alliés

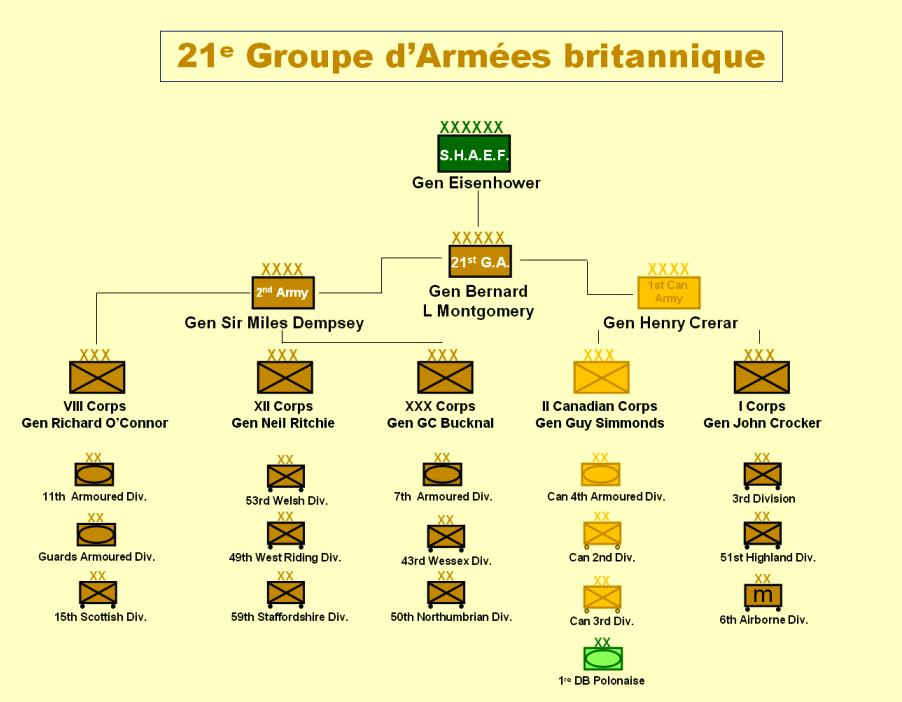
Organisation et composition de l'armée britannique.

Depuis la réorganisation d'août, le 21e groupe d'armées du général Montgomery est organisé en deux armées distinctes : la 2e armée britannique du général Miles Dempsey et la 1re armée canadienne du général Harry Crerar. L'armée britannique est forte de trois corps d'armée à trois divisions chacune. L'armée canadienne est constituée de deux corps d'armée. Ces forces totalisent 16 divisions, dont cinq blindées, soit 240 000 hommes et 1 500 blindés. Ce début du mois d'août voit l'engagement de la 1re division blindée polonaise du général Maczek, débarquée récemment, le 31 juillet.

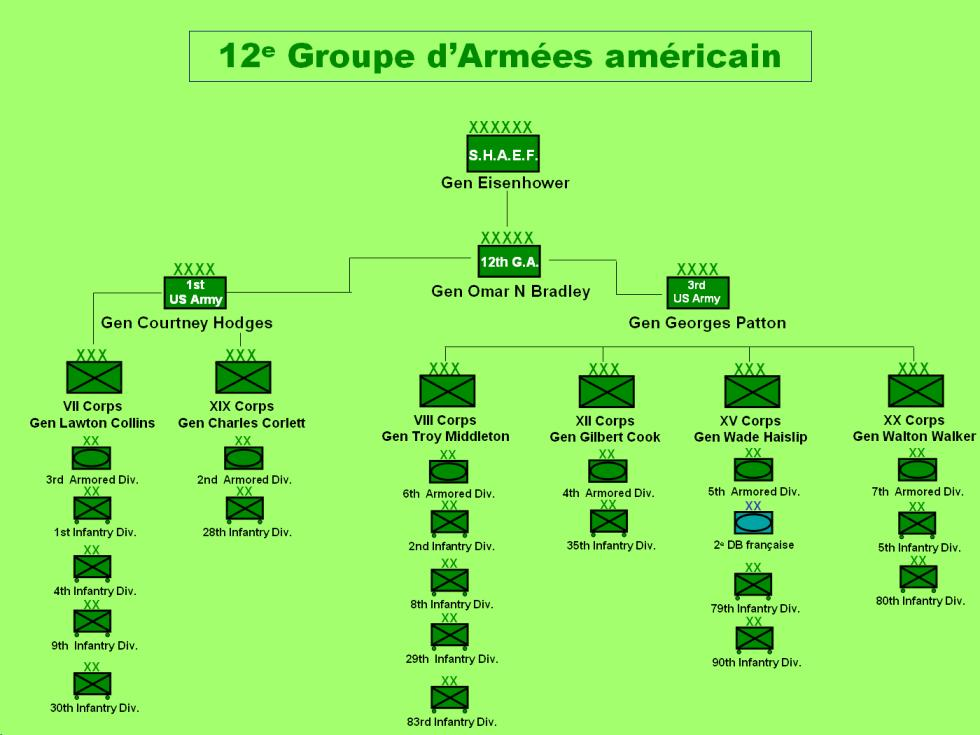
Organisation et composition de l'armée américaine.

Le 12e groupe d'armées du général Omar Bradley est organisé en deux armées de la même manière : la 1re armée américaine du général Courtney Hodges à deux corps d'armée et la 3e armée américaine du général George Patton à quatre corps d'armée. Les Américains disposent ainsi de 21 divisions, dont 6 blindées, y compris la 2e division blindée française du général Leclerc, soit 320 000 hommes et plus de 2 000 blindés.
Bien que très fortement affectées par la guerre d'usure qu'elles viennent de subir, les troupes alliées restent quasiment à 100 % de leur capacité grâce à la puissance du système de ravitaillement allié. Le moral est très haut depuis la victoire de Patton et son échappée en Bretagne. Le soldat allié sent que la victoire décisive est à portée. Les forces alliées totalisent ainsi 37 divisions dont 11 blindées, ou près de 600 000 hommes et 3 500 chars, y compris les unités rattachées (brigades et bataillons divers).
La supériorité numérique alliée est donc totale, sur terre comme dans les airs.

### Allemands

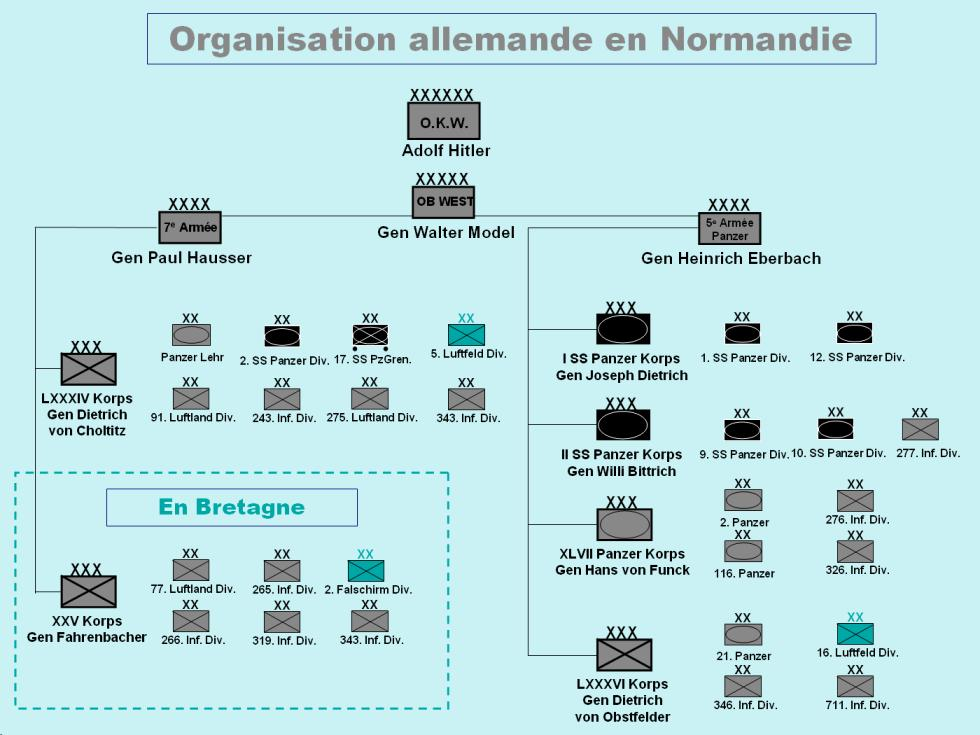
Organisation et composition de l'armée allemande.

Après la réforme organisationnelle du 6 août, précédant l'offensive allemande sur Avranches, deux armées allemandes sont en ligne face aux Alliés. Les unités qui les composent ne sont plus que l'ombre d'elles-mêmes, totalement usées par les deux mois de combats en Normandie. Elles ne consistent plus, pour la moitié d'entre elles, qu'en groupements tactiques (Kampfgruppe) totalisant moins de la moitié, parfois moins du quart, de leur force initiale ; l'appellation de division doit donc être relativisée dès lors qu'elle s'applique au camp allemand. Le général allemand Hausser, lui-même blessé lors de ces combats, estime que la bataille de Normandie a détruit pratiquement huit divisions allemandes en juillet.

Toutefois, la force allemande en Normandie, encore en place début août 1944, reste une puissance respectable, correctement équipée en blindés et moyens antichars, dont environ 100 canons de 88 mm et 75 mm devant Falaise.
L'armée allemande pèche encore et toujours sur le plan logistique, avec une capacité faible d'approvisionnement en munitions et une incapacité quasi complète à remplacer les pertes en hommes et matériels. Le moral des soldats allemands durant cette période de la guerre était en général faible, encore amoindri par l'échec de la contre-attaque de Mortain. Certaines unités connaissent même des redditions massives pendant la progression rapide des Américains après la percée d'Avranches.
Seules quelques unités fanatiques de la Waffen SS, appartenant aux divisions Adolf Hitler, Hitlerjugend, Hohenstaufen et Frundsberg, respectivement sous les ordres de Wisch, Meyer, Bock et Harmel, ont une capacité de rétablissement moral leur permettant de contre-attaquer efficacement.
L'articulation de l'armée allemande est la suivante :
- La 5e armée blindée du général Eberbach comporte quatre corps d'armée pour un total de 12 divisions dont 4 divisions blindées ;
- La 7e armée du général Hausser composée de quatre corps d'armée aligne 16 divisions dont 6 blindées.

Ainsi, sur le papier, la Wehrmacht aligne 28 divisions dont 10 blindées, mais on sait qu'il ne s'agit plus, dans la plupart des cas, que de débris. On estime qu'elle n'est forte qu'au maximum de 250 000 hommes et 250 chars pour faire face aux Alliés dans cette ultime bataille en Normandie.

## Physionomie du champ de bataille

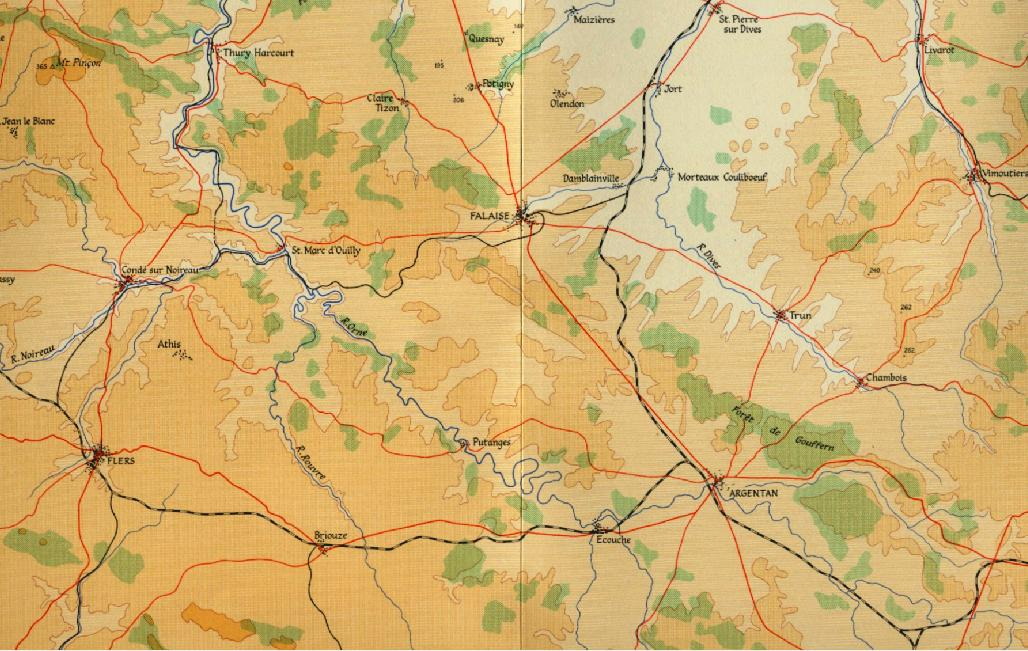
Carte physique du secteur des combats de la poche de Falaise.

Le champ de bataille de la poche de Falaise est un quadrilatère dont les quatre angles sont initialement les villes de Condé-sur-Noireau, Flers, Argentan et Falaise.
Les dimensions de ce rectangle sont de 40 km sur 20 km. Ce rectangle est divisé par deux coupures fluviales d'importance, orientées sud-nord : l'Orne à l'ouest et la Dives au centre. Ces deux cours d'eau ont creusé des vallées encaissées bordées de fortes dénivellations, canalisant les mouvements vers les routes. Les ponts et passages divers deviennent rapidement des objectifs stratégiques. Trois routes permettent des déplacements est-ouest : Falaise-Vire, Argentan-Flers et la petite départementale Flers-Vire, qui est la voie d'évacuation principale de la Wehrmacht. La route du repli à l’est de Falaise traverse une hauteur escarpée au nord-est de Trun, le Mont-Ormel, secteur stratégique dont la valeur n'échappe pas aux belligérants. Falaise constitue la limite du bocage normand. Le terrain des combats est ainsi semé de champs ouverts, et donc moins propices aux actions défensives, hormis dans les agglomérations adjacentes.

## Plans: le dilemme après la percée

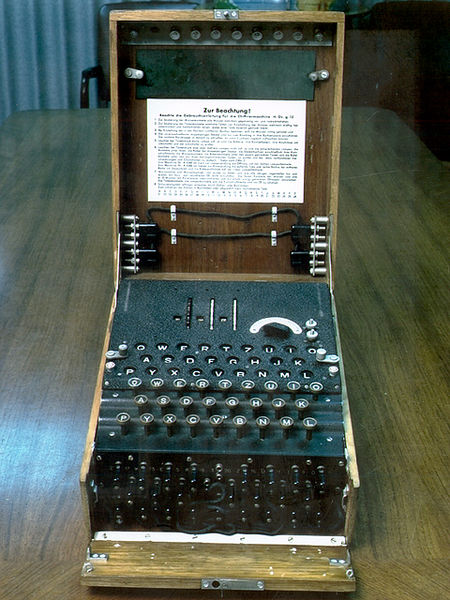
Enigma, une machine de chiffrement électromécanique.

Les Alliés sont au courant de l'état catastrophique des forces allemandes, ainsi que de l'incapacité du commandement allemand à les renforcer. En effet, le groupe Ultra, spécialisé dans le décodage d'Enigma, alimente le haut commandement allié en informations secrètes, de nature à déjouer tous les plans allemands. C'est sur cette base que la contre-attaque allemande vers Avranches a pu être déjouée ; c'est aussi à l'aide de ces informations décisives que les Alliés décident d'encercler les Allemands.
Le haut commandement allié est pris dans le dilemme classique d'une armée qui perce subitement un front fixe : exploiter ou encercler ? Le commandement allemand avait connu cette expérience difficile sur le Front de l'Est, notamment en 1941, en choisissant l'encerclement au détriment de l'exploitation lointaine. C'est un casse-tête car un général ne dispose en effet jamais de suffisamment d'effectifs pour atteindre les deux objectifs simultanément (encerclement et poursuite). Le premier réflexe du commandement allié est d'exploiter, puisque la 3e armée américaine du général Patton lance déjà des pointes en Bretagne puis aussi vers le Mans.
Aussi, les informations reçues à la fois d'Ultra et de la reconnaissance aérienne occasionnent un changement de plans. Un consensus émerge rapidement au sein du haut commandement allié afin d'envisager l'encerclement des forces allemandes situées à l'ouest de la Dives.

### Intentions anglo-canadiennes: objectif Falaise puis fermeture de la poche
Le 21e groupe d'armées sort juste de l'opération Totalize. Cette action opérationnelle avait été lancée le 7 août 1944, après la capture du mont Pinçon par la 43e division d'infanterie britannique. Le IIe corps canadien du général Guy Simonds, appuyé sur sa gauche par la 1re DB polonaise, s'élance plein sud. Au prix de très violents combats incluant des bombardements massifs par l'artillerie et l'aviation, les Canadiens parviennent à s'approcher à 10 km de Falaise, mais sont stoppés par la résistance acharnée des soldats de la 12e division blindée SS le 10 août 1944. Ceux-ci savent parfaitement utiliser le terrain coupé de haies du bocage normand.
Afin de poursuivre l'offensive, le général Montgomery a pour ambition de rouler vers la Seine, via un très large encerclement. Le 10 août, il expose son plan à Bradley et Eisenhower, mais la décision est prise de réaliser un mouvement en pinces vers Argentan et Falaise. Le vainqueur d'El Alamein met immédiatement au point une nouvelle opération, baptisée Tractable, dont le départ est prévu le 14 août. L'objectif est de s'emparer de Falaise le plus vite possible afin de couper les routes de retraite allemandes. L'objectif secondaire doit permettre de gagner les passages sur la Dives afin d'empêcher tout reflux allemand vers la Seine. Le commandement anglo-canadien a désormais de bonnes chances de réussite, puisque le front allemand devant lui est dégarni au profit des secteurs qui font face aux Américains.

### Intentions américaines: objectif Argentan, mais pas plus loin

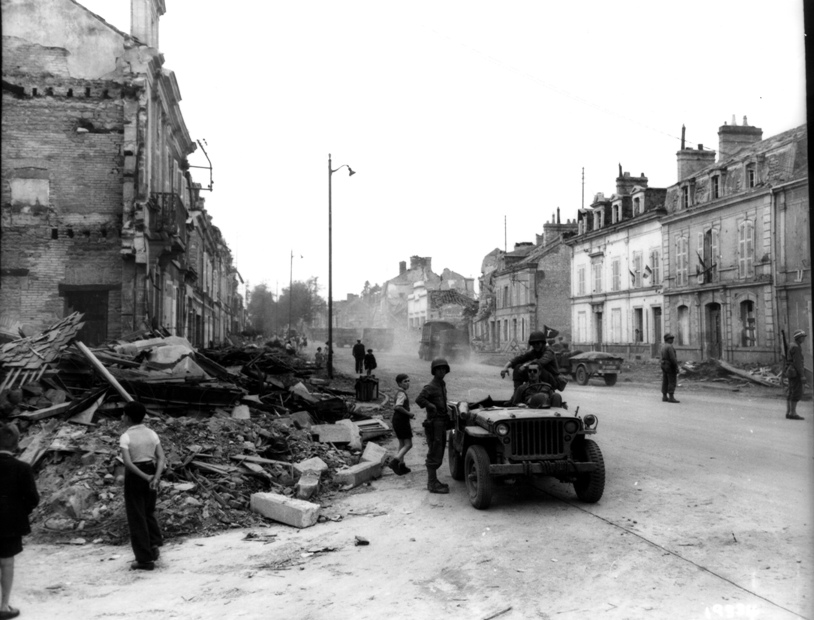
Soldats américains du XVe corps à Alençon en août 1944.

Depuis le 1er août 1944, la 3e armée américaine s'extrait de Normandie et se déploie en Bretagne et en Mayenne. Après la libération du Mans, l'ordre est donné au XVe corps américain d'effectuer un crochet vers le nord, objectif Argentan. Cette décision répondait à un projet que Bradley avait présenté à Montgomery le 8 août pour obtenir son accord. La réorientation du XVe corps d’Haislip, du Mans vers Alençon et Argentan, à la rencontre des Canadiens en marche vers Falaise revenait à retarder la progression vers l’est, vers la « trouée d’Orléans » et les limites de la « zone de logement » d’Overlord , au profit de la recherche d'un encerclement des armées allemandes,.
Le général Bradley, que le contexte politique de partage du commandement des offensives inquiète, respecte une certaine délimitation du terrain d'attaque. Il craint une collision meurtrière entre les Canadiens, qui avancent via un axe nord-sud, et les troupes du général Wade Hampton Haislip ("Ham"), à la tête du XVe Corps. Les forces américaines ne doivent pas dépasser une position située un peu au sud d'Argentan.

### Plans allemands
Le maréchal von Kluge se rend parfaitement compte des intentions des Alliés, que ceux-ci cherchent à l'encercler. Il le rapporte à Hitler dans des messages nombreux et constants. Alors que le Führer exige la reprise de la contre-offensive sur Avranches, les troupes de Patton capturent Alençon le 12 août. C'est une importante contrariété pour les Allemands, car la cité normande est la principale base logistique de la 7e armée. Dès lors, le haut commandement allemand n'a plus d'autre choix que la retraite. Mais c'est sans compter sur la rigidité d'Hitler qui refuse obstinément toute retraite. Il n'accepte que quelques ajustements du front, toujours enfermé dans son univers personnel, coupé de toutes les réalités. Ce sont donc deux armées allemandes ligotées qui doivent se battre contre une tentative d'encerclement par quatre armées alliées décidées à obtenir une victoire décisive.

## Déroulement de l'offensive et situation dans la poche du 12 au 16 août 1944
La poche de Falaise est déjà totalement délimitée le 12 août 1944. De la forme d'un U allongé de 30 km, l'ouverture de 9 km de large se trouve orientée à l'est. À cette date Falaise, Argentan, Flers et Condé-sur-Noireau délimitent son espace.

### Situation alliée au sud

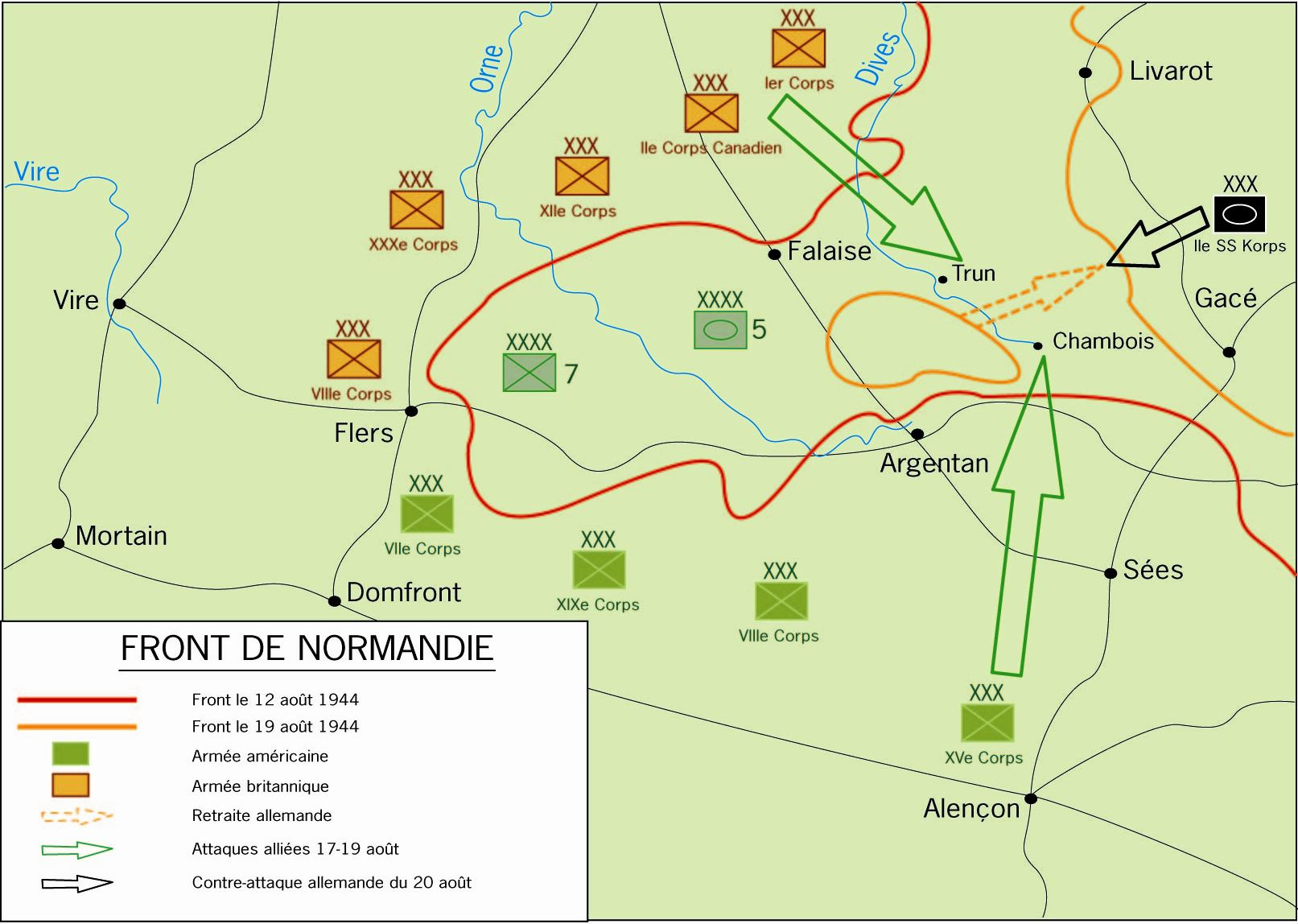
Carte des opérations du 12 au 20 août 1944.

Le 11 août, le XVe corps d'armée américain lance son offensive vers le nord afin de contribuer à la fermeture de la poche. Il suit en cela les ordres de Patton, qui avait exigé que ses troupes atteignent la ligne Sées-Carrouges dès que possible.
Les 5e DB et 79e DI américaines occupent Sées alors que la 2e DB française du général Leclerc, appuyée de la 90e DI américaine, s'empare d'Alençon le 11 au soir et d’Écouché le 12.
C'est un coup très dur pour les Allemands, car Alençon forme un centre de ravitaillement important de la 7e armée allemande. 
 La situation logistique de ces troupes, déjà déplorable, ne peut devenir que désespérée.

Afin de contrer cette grave menace, le nouveau groupement blindé (Panzergruppe) Eberbach est concentré afin de contre-attaquer vers Alençon, reprendre la ville et détruire les forces blindées alliées du secteur. Sur le papier, les forces en présence sont impressionnantes, avec cinq divisions blindées et une division d'infanterie. La réalité est évidemment loin de ces chiffres qui donnent une fausse impression de puissance.

Le 13 août, la 2e division blindée allemande se met en marche sur deux colonnes vers le sud. Cependant, en raison de la couverture aérienne alliée, elle n'atteint pas ses objectifs.
Elle se retrouve en pointe à Rânes le 14 août et perd le contact avec le groupement blindé Eberbach, sans avoir menacé en quoi que ce soit la progression alliée.
Le groupement blindé Eberbach se replie dès lors sur Argentan afin de défendre la ville.
Patton décide d'engager le XXe corps d'armée américain à droite du XVe corps, afin de couvrir le flanc droit de l'attaque.

À cette fin, la 80e DI américaine est poussée vers Argentan, afin de relayer la 90e envoyée vers Le Bourg-Saint-Léonard.

Au même moment, les Ve, VIIe et XIXe corps américains consolident leurs fronts afin de repousser uniformément les Allemands vers le fond de la poche, le VIIe devant en particulier couvrir le flanc gauche du XVe.

Le 13 août, sans en référer au général Montgomery, le général Bradley arrête ses troupes juste au sud d'Argentan, au moment où elles paraissaient en mesure de s'emparer de la ville. La défense d’Argentan avait certes été renforcée par l’arrivée d’éléments de la 116e Pz D, qui avait bloqué la 5e DB US le 12, mais elle ne paraissait pas en mesure de résister à un nouvel assaut. Cet ordre d’arrêt devait être vivement reproché à Bradley, car il laissait passer l’occasion de boucler rapidement la poche,,. Parmi les arguments avancés, Bradley craignait une collision entre troupes américaines et canadiennes et s’inquiétait de la vulnérabilité du XVe corps s’il continuait sa marche vers Falaise.

Considérant que l'ennemi est très faible entre la Dives et la Seine, et qu'une bonne partie des Allemands a réussi à s'enfuir, il souhaite consacrer une part du XVe corps américain à une progression plein est avec Dreux pour objectif primaire.
Cette division des forces va avoir des conséquences funestes sur le plan initial et la fermeture de la poche.

### Situation alliée au nord

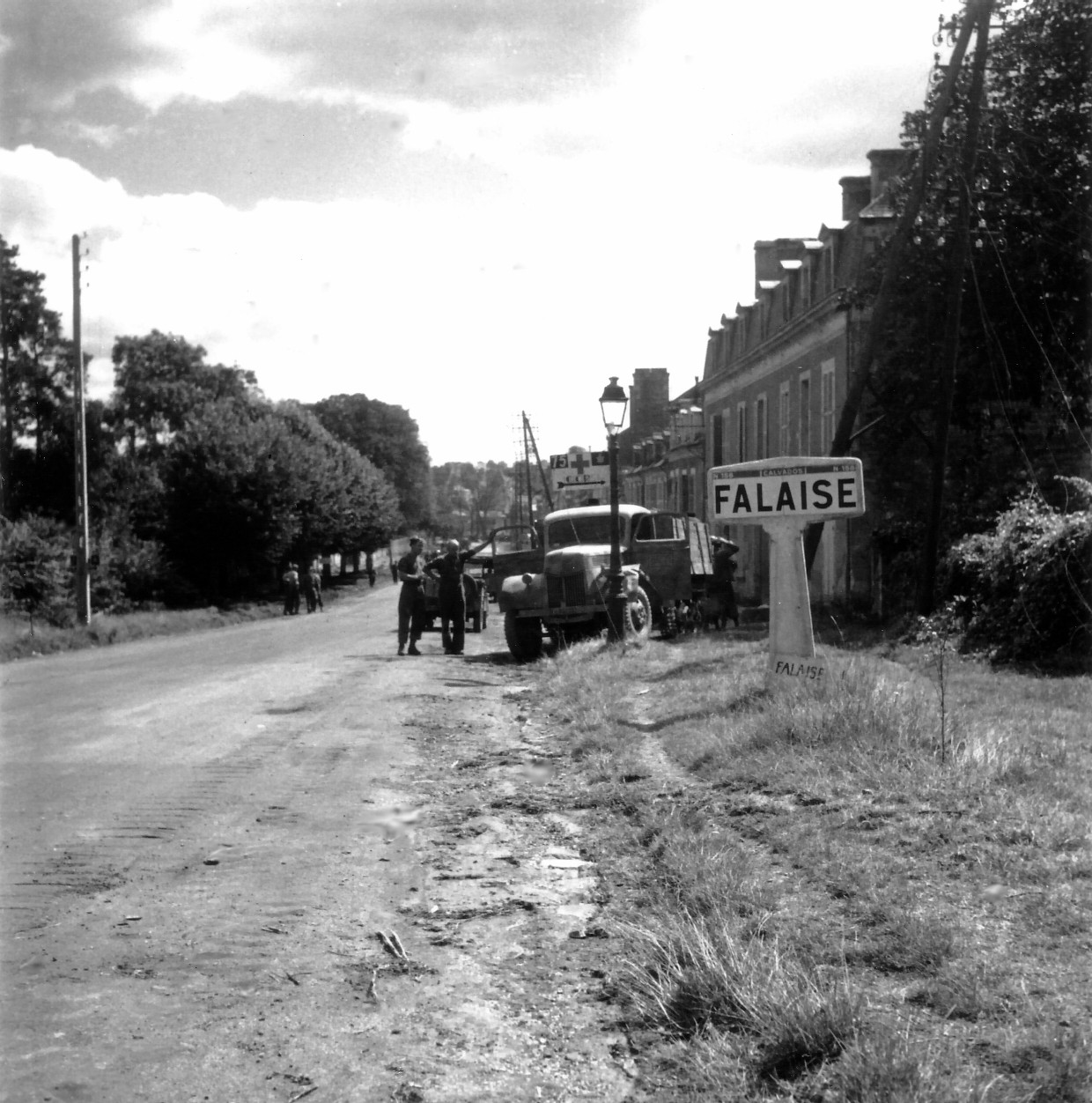
Soldats canadiens à l'entrée de la ville de Falaise.

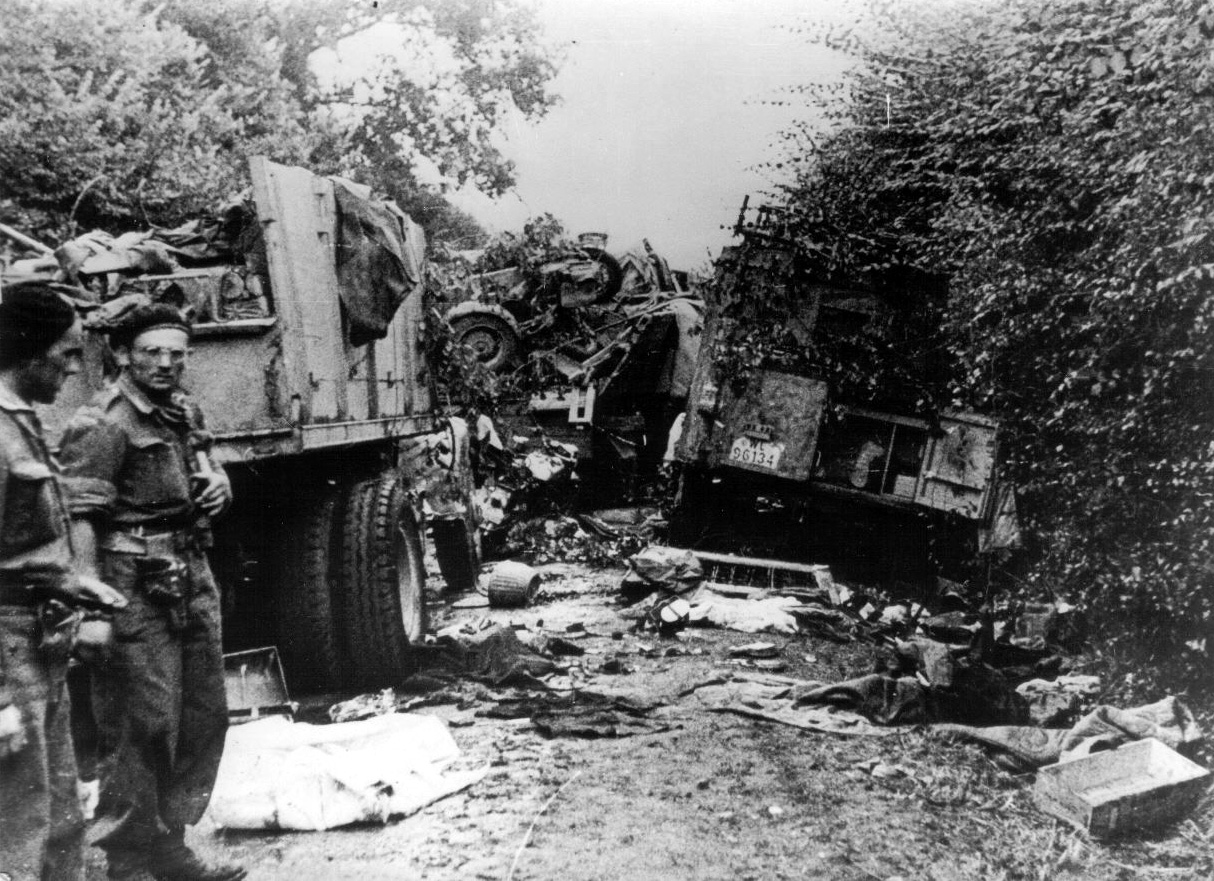
Les tankistes polonais de la 1re DB dans le chaos de la retraite allemande.

L'opération Tractable est lancée le 14 août à la mi-journée.
Cette fois, la détermination est totale chez les Canadiens et les Polonais : on ne s'arrêtera pas à Falaise capturée mais on poursuivra dans la foulée sur Argentan, Monty ayant été très clair sur les objectifs : capturer Trun.
Une fois de plus, une masse blindée est mise en place, avec de l'infanterie montée dans des chars sans tourelles.
L'ensemble se met en marche derrière un écran de fumigènes destiné à aveugler les défenseurs.
L'infanterie allemande est totalement submergée.
La rivière Laizon est rapidement franchie, et le premier rideau antichar ennemi forcé en fin d'après-midi.
À la tombée de la nuit, les pointes de la 3e division canadienne ne sont plus qu'à 5 kilomètres de Falaise.
Une diversion canadienne opérée par la 2e division d'infanterie devait attirer les réserves allemandes.
Mais un groupement tactique de la 12e division blindée SS, renforcé d'une dizaine de pièces de 88 mm, barre le passage sur la dernière crête avant Falaise.
Des notes de briefing sont capturées sur un officier canadien tué, lesquelles indiquent clairement l'axe d'offensive allié.
La feinte n'a pas pris.
De nuit, des patrouilles atteignent la route de Falaise à Saint-Pierre-sur-Dives.
Toutefois, les Allemands résistent toute la journée du lendemain 15 août avec l'acharnement du désespoir.
Pendant ces événements, la 1re division blindée polonaise parvient à franchir la Dives à Jort, ce qui constitue un exploit.
Le 16 août, la 2e division d'infanterie canadienne attaque brusquement Falaise par l'ouest et surprend la petite garnison allemande.
Au soir, toute la ville est aux mains des Canadiens, à l'exception de l'École normale qui ne cède que le lendemain du fait de la résistance acharnée de cinquante Hitlerjugend fanatisés ; seuls trois survivants sont capturés.
Comme la situation est favorable, le général Simmonds décide que la 4e division blindée a désormais Trun pour objectif, en conjonction avec les Polonais.
Le général Crerar ordonne son Ier corps vers Lisieux tout en le renforçant de la 7e division blindée britannique.

Les deux pinces de la tenaille alliée ne sont plus désormais séparées que par 19 kilomètres.

### Allemands
« Cette journée a été la plus atroce de ma vie » — Adolf Hitler.

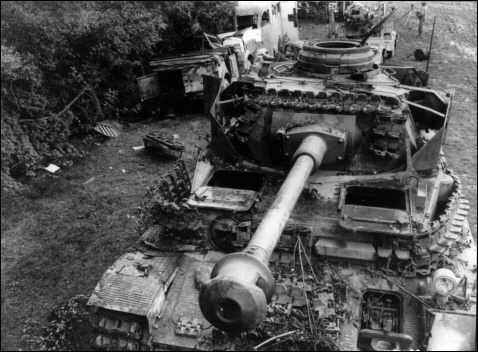
Un Panzer IV détruit sur la route de la retraite.

S'exprimant le soir du 15 août 1944 en conférence avec ses officiers, le Führer a vu tous ses ordres de la journée contrariés par les événements, les uns après les autres.
La grande affaire du jour avait été le début de l'opération Anvil-Dragoon, le débarquement de Provence dans le Sud de la France.
L'ouverture d'un troisième front à l'Ouest marque un tournant dans la bataille de France.
Ce même jour, les mauvaises nouvelles du front normand n'ont cessé de s'accumuler.
Les jours précédents, l'ensemble de la 7e armée se trouvait encore à l'ouest de l'Orne avec les restes d'une quinzaine de divisions.
Hitler espérait encore contre-attaquer une nouvelle fois en direction d'Avranches.
Il refusait jour après jour toutes les demandes de repli.
Cependant, comment admettre qu'une contre-attaque de vingt divisions soit lancée à nouveau alors que, loin derrière, « l'ennemi s'affaire à nouer le nœud coulant avec lequel il va l'étrangler » ?
Finalement en fin de journée, Hitler renonce à cette opération sans espoir de succès et accepte, sous la pression des événements, de replier ses troupes derrière l'Orne.
Le 16 août, le maréchal von Kluge, juste avant son départ, donne l'ordre de retraite générale à la 7e armée.
Dès son arrivée, le maréchal Model confirme immédiatement l'ordre de son prédécesseur et le complète en incluant le groupement blindé Eberbach.
La situation dans la poche devient difficile du fait de la raréfaction des voies de retraite.
Seuls quatre ponts restent accessibles pour le franchissement de l'Orne.
Cette concentration de colonnes est une aubaine pour l'aviation alliée qui se jette sur ces cibles faciles.
Rappelons que la grande majorité des moyens de transport allemands de cette époque est encore largement hippomobile. Les chevaux sont victimes de ces combats et leurs cadavres remplissent littéralement certaines zones des combats.
Les rares forces encore actives à la disposition du général Hausser effectuent quelques combats de retardement qui permettent de contenir les Américains au sud.
La situation est bien plus grave face aux Canadiens.

## 17 au 21 août 1944

### Hésitations alliées

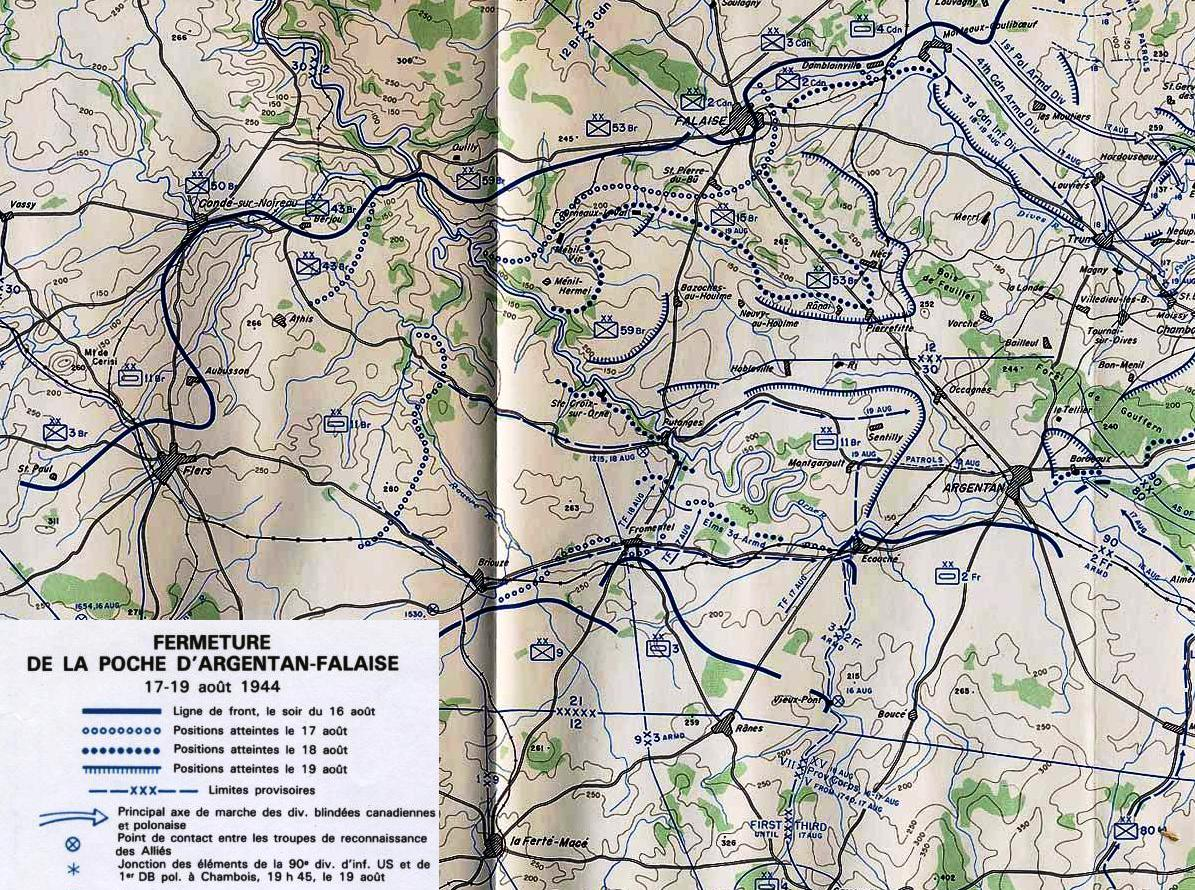
Carte générale des opérations de la bataille de la poche de Falaise.

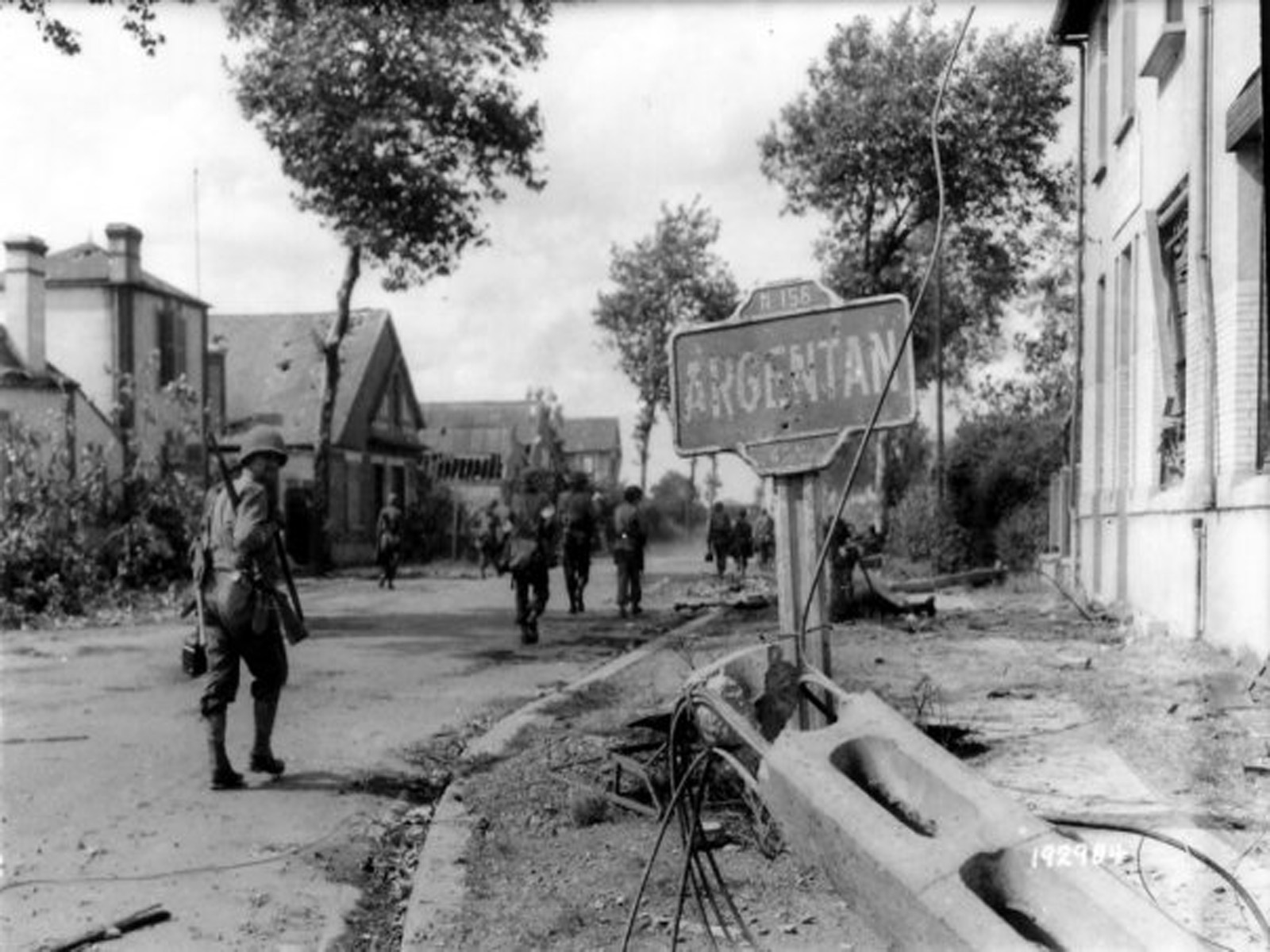
Soldats américains dans les rues d'Argentan.

Vissé sur les directives de l'opération Overlord, le commandement allié suit le plan Cossac de 1943 qui prévoit une progression relativement lente mais systématique vers l'Allemagne.
Une frontière imaginaire existe entre les Américains et les Anglais, laquelle ne doit pas varier, même devant les événements favorables de début août 1944.
Le général Bradley décide, de ce fait, de ne pas effectuer d'effort important au-delà d'Argentan, afin de pousser rapidement vers la Seine.
Dans l'esprit du stratège américain, il revient à la 1re armée canadienne de fermer la poche, d'autant que, pense-t-il, « la majorité des forces de la 7e armée allemande avait dû s'échapper ».
Aussi, une partie du XVe corps américain est-elle dirigée vers Dreux dès le 15 août.
La 2e division blindée française et la 90e division d'infanterie sont laissées face à Argentan en flammes, toujours occupée par la 116e division blindée du groupement Eberbach.
Le 16 août, le général Montgomery appelle le général Bradley pour lui proposer que les Canadiens et les Américains se rencontrent sur une zone entre Trun et Chambois.
Immédiatement, Patton donne l'ordre aux 80e et 90e divisions d'attaquer respectivement vers Argentan et le Bourg-Saint-Léonard en direction de Chambois afin de couper la route de Falaise à Gacé.
Cependant, la résistance acharnée des débris de la 116e division blindée allemande met en échec l'action de la 90e division américaine, ce qui permet aux Allemands d'évacuer plusieurs unités tout au long de la nuit du 16 au 17 août 1944.
Au nord, la 1re armée canadienne repasse à l'attaque le 17 août.
La 4e DB canadienne et la 1re DB polonaise sectionnent la 21e division blindée allemande et foncent droit devant en direction de Trun par un large mouvement tournant qui prend les Allemands par surprise.
Malgré la violence de l'attaque et la détermination des troupes alliées, Trun résiste encore une journée.

### Résistance efficace des Allemands
Au soir du 17 août 1944, la nasse renferme encore la 7e armée allemande, une partie de la 5e armée blindée, ainsi que le groupement blindé Eberbach, qui semblent tous sur le point d'être capturés.
Seuls deux corps d'armée de la 5e armée blindée restent hors du piège.
Ainsi, ce sont 100 000 Allemands qui sont encore entassés dans la poche.
L'analyse américaine, concluant à une évacuation quasi totale de la poche par les Allemands autour du 15 août, était donc fausse.
Quoi qu'il en soit, en fin de journée, le franchissement de l'Orne par la 7e armée allemande est achevé avec les plus grandes difficultés.
Le 18 août, le maréchal Model, nouveau commandant en chef à l'Ouest, prévoit une contre-attaque du IIe corps blindé SS depuis Vimoutiers vers Trun, afin de maintenir une porte de sortie ouverte au maximum d'unités allemandes encerclées. 

Pendant ce temps, les Canadiens investissent Trun. Un détachement du régiment des Argyll & Sutherland Highlanders of Canada de la 4e division blindée canadienne parvient à prendre pied à Saint-Lambert-sur-Dive plus au sud, à mi-chemin entre Trun et Chambois. Disposant seulement de 175 hommes, le major Currie, qui commande ce détachement, ne peut s’emparer du pont de Saint-Lambert.
Dès lors, les Canadiens peuvent cependant observer les mouvements de retraite allemands sur l'une des dernières routes encore ouvertes.
Cette route passe sous les feux de l'artillerie canadienne et de l'aviation, qui réalisent un carnage. Il reste encore à ce moment les débris de 20 divisions allemandes dans la poche.
Le 19 août, une partie de la 1re DB polonaise du général Maczek occupe Mont-Ormel, la très importante cote 262, qui commande l'ensemble du secteur.
L'objectif de l'autre partie de sa division est Chambois, afin de fermer la poche une fois pour toutes.
Les combats sont très meurtriers, le village étant attaqué sur trois côtés, mais les Allemands réussissent à résister une partie de la journée.
Le village est attaqué une nouvelle fois par le sud, par des éléments de la 90e division d'infanterie américaine épaulés par le groupement tactique Langlade de la 2e DB française.
La résistance allemande cède en fin d'après-midi, et les deux armées alliées font enfin leur jonction.
Les Polonais et les Américains ont réussi à éviter toute méprise et tombent dans les bras les uns des autres.
Cependant, la poche n'est pas encore hermétiquement close.

### Et les Polonais ferment la poche

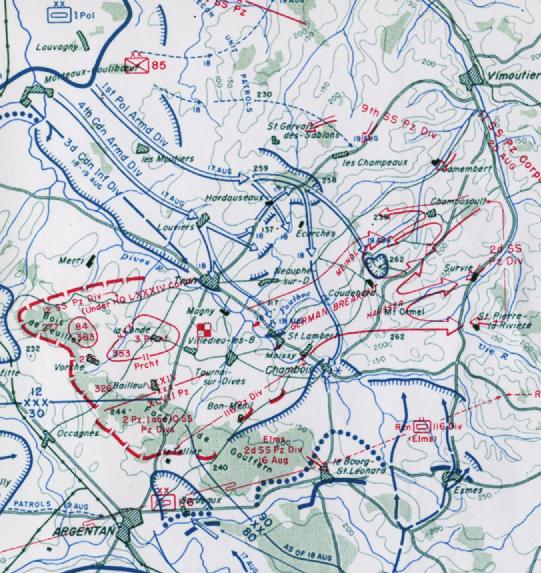
Carte de la fin des combats.

Les Allemands refusent toujours de céder.
Le 19 au matin, une réunion se tient au PC de Sepp Dietrich, commandant de la 5e armée de Panzer, autour du général Paul Hausser, commandant la 7e armée et de son chef d’état-major, le colonel von Gersdorff. Au cours de cette réunion est mis au point le plan d’une attaque qui vise à percer dans la nuit la ligne d’encerclement alliée de part et d’autre de Saint-Lambert, pour permettre l’écoulement des colonnes allemandes en retraite.
Dans le même temps, le 2e corps de Panzer SS doit attaquer de l’extérieur, comme Model l’avait décidé deux jours plus tôt.
Depuis cette décision, les dernières possibilités pour les Allemands de s'échapper avaient disparu (Trun, Saint-Lambert-sur-Dives et Chambois). Or, comme les Alliés semblent occuper leurs objectifs de manière assez légère, l'opération pourrait avoir de bonnes chances de succès. En fait, ce plan n'a plus aucune réalité puisque, dans le temps écoulé, à la fois Trun et Chambois ont été renforcés par les Alliés. Il est impossible de dégager ces villages, et l'assaut se reporte donc plus à l'est, sur Mont-Ormel.
Les unités polonaises du 10e régiment blindé et du 8e régiment d'infanterie légère qui l'occupaient, sont rapidement isolées. Cependant, les Polonais, eux-mêmes encerclés, résistent farouchement pendant deux jours entiers. Des parachutages de vivres et de munitions assurent la continuité de cette résistance.
La contre-attaque du IIe corps blindé SS permet à plusieurs milliers d'hommes de passer la Dives à gué ou par le pont de Saint-Lambert et de s'extraire de la poche. C'est cependant la dernière occasion allemande de dégagement de ses troupes encerclées. Désormais, la porte est close.
Le 21 août, le sort en est bien jeté. Les unités allemandes encore en état à l'extérieur de la poche de Falaise font mouvement de retraite vers la Seine, dont certains passages en amont et en aval de Paris sont déjà occupés par les pointes motorisées alliées. Celles qui restent à l'intérieur n'ont plus d'autre solution que de se rendre en masse aux Alliés.

## Bilan

### Victoire stratégique alliée incontestable

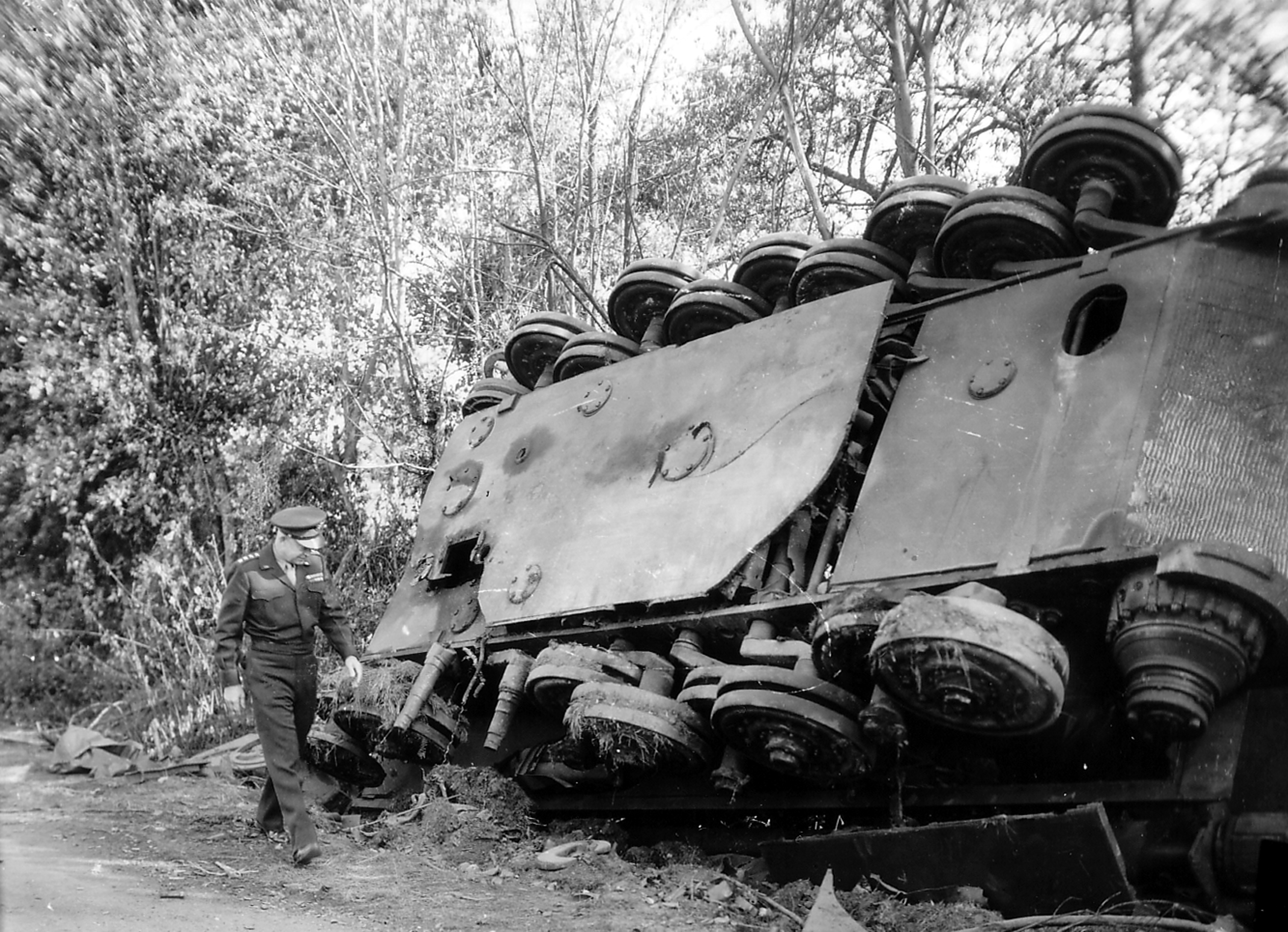
Le général Eisenhower visite le champ de bataille et passe devant un panzer retourné.

Stratégiquement, c'est une victoire importante.
Deux armées allemandes sont très affaiblies, l'espace géographique est brutalement occupé et rien ne semble pouvoir arrêter la furia des divisions du général Patton. Déjà, les patrouilles motorisées britanniques et américaines gagnent des têtes de pont sur la Seine, et Paris se soulève en attendant l'arrivée des chars libérateurs.
En trois semaines de combats depuis la percée d'Avranches, les données de la bataille de France ont totalement changé. Les Alliés reprennent l'initiative, et les Allemands, bousculés, ne sont plus en mesure d'opposer une quelconque résistance organisée. Une victoire rapide des Alliés en Europe semble possible.

### Victoire opérationnelle contrastée
Qu'ont fait les Alliés de la brillante percée de Patton à Avranches le 31 juillet ?
Sur un plan opérationnel, ils ont été incapables de refermer la poche que les Allemands ont eux-mêmes constituée en contre-attaquant à Mortain. 

La poche pouvait-elle être fermée plus tôt ? Oui, disent les historiens pratiquement à l'unanimité.
Les mêmes sont dubitatifs quant aux causes de cette incapacité. Il y a eu ici une défaillance, un moment de doute, que les Allemands ont utilisé à leur avantage.

D'une manière générale, les Alliés semblent avoir surestimé la puissance de leur aviation d'appui au sol. Certes, elle est responsable d'une forte proportion des pertes allemandes de la poche, mais n'a pu empêcher l'évacuation des armées allemandes.

Globalement, deux tiers de la VIIe armée sont parvenus à sortir de la nasse, même si une bonne partie de l'armement lourd et des véhicules a dû être abandonnée.

### Bilan humain et matériel

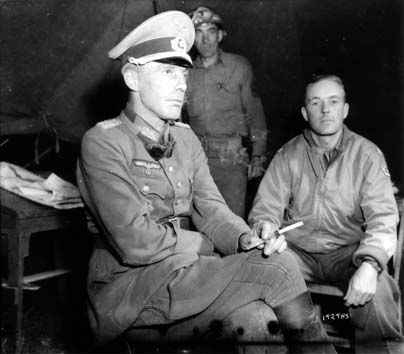
Le général Otto Elfeldt, commandant du d'armée allemand, est le seul prisonnier de ce rang capturé par les Alliés dans la poche.

Il ne sera sans doute jamais possible de dresser un bilan exact des pertes allemandes de cette bataille. Les hypothèses les plus courantes font apparaître environ 5 000 à 10 000 morts (entre le 12 août et le 21 août), 30 000 à 40 000 prisonniers et une perte matérielle estimée à 5 000 véhicules. Nous voilà loin d'un Stalingrad en Normandie : on a même pu parler d’un Stalingrad manqué en Normandie. Les atermoiements alliés auraient permis le retrait d'environ 100 000 Allemands.
Certains auteurs ont pu contester ces chiffres, jugés bas par les uns, mais dans son ouvrage récent Nicolas Aubin estime qu'« environ 40 à 45 000 des 90 à 100 000 encerclés sont passés ».
En tout état de cause, la résistance ultérieure des Allemands, et la contre-attaque des Ardennes ont montré que les Allemands avaient pu extraire une bonne partie de leurs unités et, surtout, de leur encadrement. En effet, seul un cinquième des commandants de corps et généraux de division ont été capturés.
Les Canadiens enregistrèrent le plus lourd tribut allié.
Les Polonais ont également été très éprouvés dans cette bataille avec 1 500 morts pour la seule 1re division blindée. D'une manière générale, les forces américaines ont eu des pertes mineures, n'ayant pas porté l'effort principal de la bataille.

## Controverses liées à la bataille de la poche de Falaise
Le demi-échec relatif des Alliés dans cette bataille a donné lieu à certaines joutes, parfois vindicatives, pendant et après la Seconde Guerre mondiale. Divers points ont été évoqués par mémoires interposés des acteurs concernés.

### Lenteurs britanniques?
Le reproche constant fait à Montgomery, dans la campagne de France de 1944 est sa lenteur d'action et son manque de mordant. L'historien américain Carlo D'Este pourra même écrire que, de toutes les fautes commises par le commandement allié dans cette période, « la plus grave que l’on puisse reprocher à Montgomery est de n’avoir pas su saisir l’occasion qui s’offrait à lui de renforcer les Canadiens et de relancer leur progression sur Falaise ».
L'examen des faits montre une propension effective du général Montgomery à ne pas pousser à l'extrême ses forces. Il a toujours affirmé que cela avait été pour ménager ses hommes. Le souvenir des boucheries de la Première Guerre mondiale était encore vivace dans les années 1940. Par ailleurs, il est clair, à l'examen du déroulement de la bataille de Normandie, que la 2e armée britannique a fait face aux meilleures unités de la Wehrmacht et à pratiquement toutes les divisions blindées allemandes, ce qui a eu pour effet de contrarier toute velléité offensive britannique. Ce reproche est donc toujours discuté aujourd'hui.

### Manque de vision stratégique américaine?
Le reproche a aussi été fait au général Bradley de ne pas avoir poursuivi son offensive au-delà d'Argentan autour du 15 août 1944.
Il aurait eu en effet potentiellement l'occasion de percer radicalement dans le dos des armées allemandes, en concentrant l'intégralité du XVe corps américain de part et d'autre d'Argentan. Au lieu de cela, il a laissé Patton diviser les forces du général Haislip. Il aurait voulu courir deux lièvres à la fois : encercler les Allemands et gagner des têtes de pont sur la Seine. Il aurait aussi respecté à la lettre les frontières interarmées définies à l'avance, et aurait refusé de les transgresser, de peur que les armées alliées ne s'entretuent en se rencontrant. Enfin, il se serait basé sur des informations non fiables indiquant que dès le 15 août, la grande majorité des unités allemandes avaient déjà quitté la nasse, ce qui ne faisait plus de l'encerclement une priorité.

Nombreux sont les historiens qui stigmatisent cette attitude du général américain, considérant que les Alliés ont manqué une occasion importante de capturer l'intégralité des armées allemandes coincées dans la poche, d'autant qu'une vision plus large des choses, avec l'adoption du plan Montgomery d'encerclement sur la Seine, avait des chances de succès. La responsabilité américaine semble ici engagée.

### Faible enthousiasme de la division Leclerc?
Un autre reproche fait aux Alliés, et, ici, particulièrement aux Français, consiste en le peu d'allant dont aurait fait preuve le général Leclerc face aux demandes d'engagement de la 2e DB à Argentan. Patton et Bradley se firent l'écho d'un acte de désobéissance du général Leclerc au général Haislip, afin de préserver sa division. En effet, dès le 15 août, les Français envisageaient de foncer sur Paris pour libérer la capitale qui se préparait à l'insurrection. L'exemple de celle de Varsovie et de sa répression meurtrière par les troupes nazies sous l'œil passif des Soviétiques est dans tous les esprits à ce moment-là.[réf. nécessaire]
De leur côté, les défenseurs de Leclerc affirment que c'est la division des forces du XVe corps qui a empêché la capture d'Argentan et la fermeture rapide de la poche, et non pas la prétendue mollesse d'une seule division.
Leclerc s’est aussi vu reprocher d’avoir envoyé le groupement de Pierre Billotte à Sées, le 12, contrairement aux ordres d’Haislip, ce qui devait conduire à un embouteillage monstre. La 5e division blindée américaine s’en trouva retardée et son attaque sur Argentan bloquée à Mortrée par des éléments de la 116e Panzerdivision qui venaient d’y prendre position. Sans ce retard, pour certains historiens américains, la division blindée américaine aurait pu s’emparer d’Argentan le 12 au soir,.

## Sources
: document utilisé comme source pour la rédaction de cet article.

### Sources primaires
- (de + en) Général Paul Hausser, Activité de la VIIe Armée Allemande du 1 au 5 août 1944, MS-B# 179, NARA.
- (de + en) Général R-C Freiherr von Gersdorf, La Contre-attaque allemande contre Avranches, MS-B# 725, NARA.
- (de + en) Général L. Freiherr von Luettwitz, L'Attaque d'Alençon par la 2. Panzerdivision, MS-A# 856, NARA, 1946.
- (de + en) Général Hans Eberbach, Panzergruppe Eberbach, MS-A# 922, NARA.
- (de + en) Général R-C Freiherr von Gersdorf, La Bataille de la poche d'Argentan Falaise - 12 au 21 août, MS-B# 727, NARA.